# Allihies

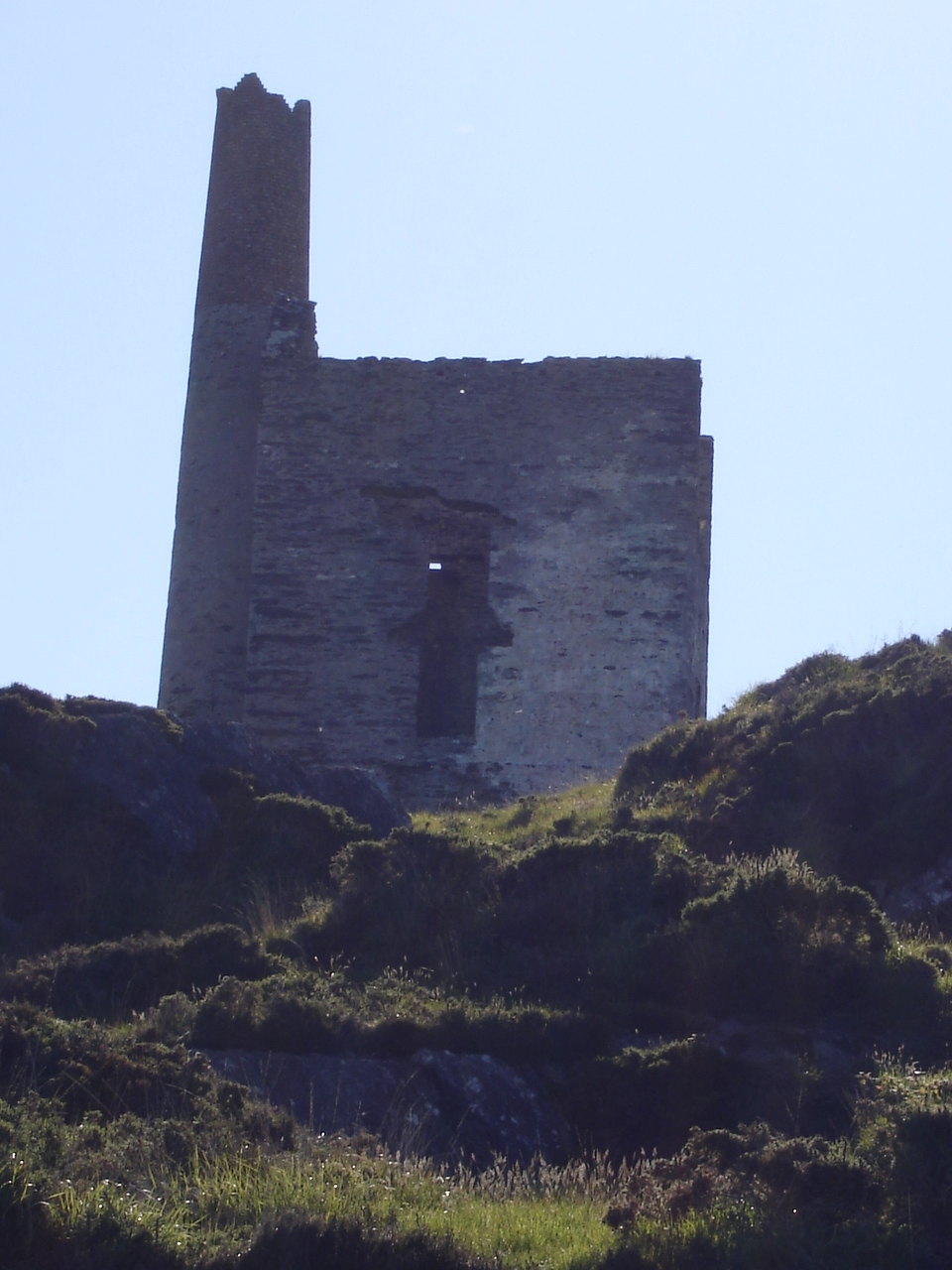
Mina de coure abandonada a Allihies

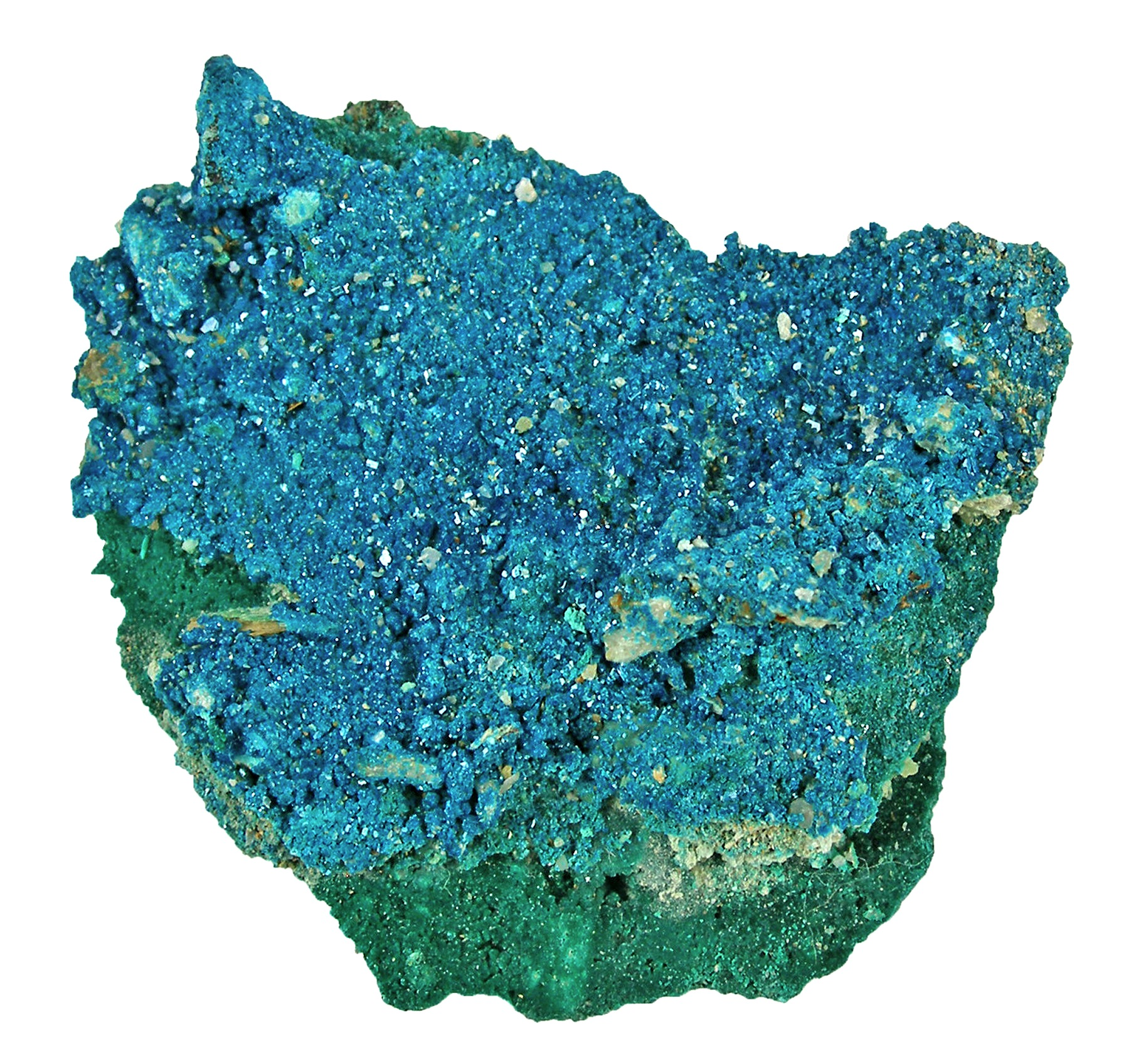
Langita, sulfat de coure de les mines d'Allihies.

Allihies (en irlandès Na hAilichí, que vol dir "el camp de penya-segats") és una parròquia costanera (i townland) a l'oest del Comtat de Cork, República d'Irlanda. El poble més gran de la parròquia és Cluin, però sovint es refereix equivocadament pel nom de la parròquia circumdant. La parròquia d'Allihies es troba a l'extrem oest de la Península de Beara i s'estén entre el cap Cod de l'Oest Nord i l'illa de Dursey a la zona sud-oest. Allihies és el poble més lluny de la capital d'Irlanda, Dublín, uns 394 quilòmetres.

## Història de la mineria del coure
Des de l'edat del bronze fins a la dècada de 1870 la zona era un centre de mineria de coure. El període més productiu i comercial fou entre 1812 i 1912, quan es van registrar 297.000 tones de mineral que fou enviat a Swansea a través de les mines d'Allihies. Es va fer un intent per reiniciar la mineria a finals de 1950 per una companyia minera canadenca, però no va prosperar.
El record més prominent del patrimoni minaire d'Allihies és la maquinària situada a la muntanya sobre el poble i instal·lada pels enginyers cornuallesos Michael Loam and Son en 1862. L'àrea va veure una emigració a gran escala quan van tancar les mines després de la caiguda a gran escala del preu mundial del coure. Molts minaires marxaren a Butte (Montana).
La maquinària de la mina ha estat conservada pel recentment creat Mining Heritage Trust of Ireland.

## Festivals
El festival anual d'Allihies té lloc tradicionalment el 15 d'agost, que sol incloure curses de cavalls, tradició que alguns atribueixen a l'època en què cavalls i ponis es feien servir a la indústria minera. Es porta a terme en un entorn entre el mar i les muntanyes dels voltants. Els festeigs s'estenen a tota la setmana amb música tradicional i altres esdeveniments.
Els anys 2008 i 2009 la vila també va ser seu del Festival Michael Dwyer de música tradicional irlandesa, en honor d'un músic i compositor de Beara.

## Visites Presidencials
El 2007 la parròquia va ser visitada per la presidenta d'Irlanda Mary McAleese per a la inauguració del museu, per homenatjar el patrimoni miner de la zona. El museu està ubicat a la capella construïda pels miners de Cornualla el 1845. Les riques vetes de coure a Allihies van ser descobertes el 1812 i se'n va extreure minerals fins al 1884. Hi treballaren molts minaires i capataços irlandesos i cornuallesos.
La vila també va atraure l'atenció el juny de 1990 per haver estat escollida deliberadament com un dels primers llocs que va visitar Mary Robinson en la seva campanya electoral per a President d'Irlanda.

## Llegenda "Children of Lir"
El mite de "Children of Lir" és ben conegut a Irlanda; diverses regions del país es proclamen com el lloc on van aterrar els cignes després del viatge de 900 anys pels mars. Una versió d'aquest relat sosté que els fills de Lir van ser enterrats a Allihies. A prop del poble hi ha un espai que es relaciona amb aquest suposat enterrament.